# شاهد على المحاكمة (فلم)
شاهد على المحاكمة (بالإنجليزية: Witness for the Prosecution) هو فيلم دراما تم إنتاجه في الولايات المتحدة وصدر في سنة 1957. الفيلم من إخراج بيلي وايلدر ومستوحى من مسرحية أجاثا كريستي التي تحمل نفس الاسم (بالإنجليزية).

## بطولة
- مارلينه ديتريش
- تشارلز لوتون

## الميزانية والإيرادات
بلغت تكلفة إنتاج الفيلم حوالي 3 ملايين دولار بينما حقق أرباحا تقدر بـ 9,000,000 دولار.

### ترشيحات وجوائز
| السنة | الحدث  | الفئة     | النتيجة |
| ----- | ------ | --------- | ------- |
|       | أوسكار | أفضل فيلم | ترشـيـح |

## وصلات خارجية
- مقالات تستعمل روابط فنية بلا صلة مع ويكي بيانات